# っていう初恋のお約束/ハッピースLOVE
「っていう初恋のお約束/ハッピースLOVE」（っていうはつこいのおやくそく/ハッピースラブ）は、2018年5月1日にT-Palette Recordsから発売、および配信されたアップアップガールズ(2)の3枚目のシングル。

## 収録曲
1. っていう初恋のお約束
作詞：児玉雨子、作曲：michitomo、編曲：KOJI oba
2. ハッピースLOVE♡
作詞・作曲・編曲：PandaBoY
3. っていう初恋のお約束（Instrumental）
4. ハッピースLOVE♡（Instrumental）